# Фридрих Карл (броненосен крайцер, 1902)
Фридрих Карл (на немски: SMS Friedrich Carl) е броненосен крайцер от времето на Първата световна война. Вторият кораб от серията броненосни крайцери „Принц Адалберт“ на Германски императорски военноморски флот.

## Конструкция
Корпусът на кораба е разделен на 14 основни водонепроницаеми отсека. Двойното дъно обхваща 60% от дължината на кораба. Корпусът им е изграден по смесената система на монтаж.

### Въоръжение
Корабът има традиционния за много от корабите на онова време недостатък: долният етаж на централния каземат е разположен прекалено ниско, като неговите оръдия са заливани от водата при умерено вълнение на морето.

## История на службата
На 17 ноември 1914 година на 30 мили западно от Клайпеда „Фридрих Карл“ се натъква на руска мина. Командирът решава, че е атакуван от английска подводница и заповядва курс на запад, за да избегне второ попадение на вражеско торпедо. 11 минути по-късно, „Фридрих Карл“ се натъква на втора мина. След 5 часа борба за спасяване на кораба, екипажът напуска крайцера. Хората са спасени от крайцера „Аугсбург“, който успява да се добере до мястото на катастрофата. Загиват 8 души от екипажа. Този случай има отношение спрямо последващата оперативна дейност на германския флот в Балтика: гибелта на „Фридрих Карл“ води до прекратяването на операции с големи немски надводни кораби, а основната база на Морските сили на Балтийско море е пренесена от Данциг в Свинемюнде.

### Интересни факти
В руския художествен филм „Адмиралъ“ е показан измислен бой на крайцера с руски кораб. Според сюжета на филма по време на Първата световна война А. Колчак провежда поставянето на минните заграждения, на които се натъква крайцерът „Фридрих Карл“.
- Моряци от крайцера „Фридрих Карл“ („SMS Friedrich Carl“)
- На преден план е крайцер от типа „Принц Адалберт“, възможно самият „Фридрих Карл“